# Neolophonotus comatus
Neolophonotus comatus là một loài ruồi trong họ Asilidae. Neolophonotus comatus được Wiedemann miêu tả năm 1821.